# Marc-René Jung
Marc-René Jung (* 21. Oktober 1933 in Glarus; † 1. Juni 2014 in Zürich) war ein Schweizer Romanist und Mediävist.

## Leben
Marc-René Jung machte 1952 in Basel Abitur. Er studierte Romanistik in Basel, Florenz, Perugia, Genf, Santander und Segovia. Von 1960 bis 1963 war er (als Nachfolger von Paul Celan) Lektor an der École Normale Supérieure de Saint-Cloud und wurde 1963 an der Sorbonne bei Verdun-Louis Saulnier promoviert. Von 1963 bis 1965 unterrichtete er an der Kantonalen Handelsschule Basel. 1968 habilitierte er sich an der Universität Basel und besetzte an der Universität Zürich bis 2001 (als Nachfolger von Reto R. Bezzola) den Lehrstuhl für französische und okzitanische Literatur des Mittelalters. Von 1984 bis 1986 war er Dekan seiner Fakultät, von 1986 bis 1992 Prorektor der Universität.

## Veröffentlichungen (Auswahl)
- Hercule dans la littérature française du XVIè siècle. De l’Hercule courtois à l’Hercule baroque. Droz, Genf 1966.
- Etudes sur le poème allégorique en France au Moyen âge. Francke, Bern 1971.
- (mit Yves Giraud) La Renaissance I. 1480–1548. Arthaud, Paris 1972 (Littérature française. Hrsg. Claude Pichois, Bd. 3).
- (Hrsg. mit Georges Güntert und Kurt Ringger) Orbis mediaevalis. Mélanges de langue et de littérature médiévales offerts à Reto Raduolf Bezzola à l’occasion de son quatre-vingtième anniversaire. Francke, Bern 1978.
- (Hrsg. mit Giuseppe Tavani) Studi francesi e provenzali 84–85. Japadre, L’Aquila 1986.
- La légende de Troie en France au Moyen Age. Analyse des versions françaises et bibliographie raisonnée des manuscrits. Francke, Tübingen 1996.
- Die Vermittlung historischen Wissens zum Trojanerkrieg im Mittelalter. Universitäts-Verlag, Freiburg, Schweiz 2001. De Gruyter, Berlin 2018.
- Zahlreiche Artikel für das Lexikon des Mittelalters.